# Jimmy Cabot
Jimmy Cabot (Chambéry, 18 april 1994) is een Frans voetballer die doorgaans als vleugelspeler speelt. Hij verruilde Angers in juli 2022 voor RC Lens.

## Clubcarrière
Cabot speelde in de jeugd bij FC Villargondran, Maurienne en Troyes. Hij debuteerde op 19 januari 2013 namens de laatstgenoemde club in het profvoetbal, tijdens een wedstrijd in de Ligue 1 tegen FC Lorient. Dat was zijn enige competitiewedstrijd dat seizoen. Troyes degradeerde dat jaar naar de Ligue 2. Hierin kwam Cabot in het volgende seizoen 24 keer in actie. Het zou zijn actiefste seizoen bij de club blijken.
Cabot promoveerde in 2015 - als spaarzame invaller - met Troyes terug naar de Ligue 1. Hij maakte op 12 december 2015 zijn eerste treffer op het hoogste niveau, tegen Bastia. Cabot tekende in januari tot medio 2020 bij FC Lorient. Hier ging hij steeds vaker spelen. Hij degradeerde in 2017 ook met Lorient naar de Ligue 2, waarin hij in de volgende drie seizoenen 88 wedstrijden speelde. Zijn ploeggenoten en hij werden in 2019/20 kampioen en promoveerden zo terug naar de Ligue 1. Cabot had zijn contract bij de club echter uitgediend en ging niet met Lorient mee.
Cabot tekende in september 2020 bij Angers, de nummer elf van Frankrijk in het voorgaande seizoen. Hij bracht hier zijn eerste seizoen wederom voornamelijk als invaller door, maar promoveerde in 2021/22 tot basisspeler. Hij stond dat jaar 24 speelronden aan de aftrap, tot een enkelblessure eind februari een einde aan zijn seizoen maakte. Cabot verruilde Angers in juli 2022 voor RC Lens. Hier wisselde hij elf speelronden basisplaatsen af met invalbeurten, tot een gescheurde kruisband voor hem ook een einde aan 2022/23 maakte.